# Globularia nainii
Globularia nainii là một loài thực vật có hoa trong họ Mã đề. Loài này được Batt. mô tả khoa học đầu tiên năm 1921.